# Chandolas
Chandolas ist eine französische Gemeinde mit 545 Einwohnern (Stand 1. Januar 2022) im Département Ardèche in der Region Auvergne-Rhône-Alpes. Sie gehört zum Gemeindeverband Pays Beaume-Drobie.

## Geographie
Chandolas besteht aus drei Ortsteilen, dem Ortskern und den Weilern Maisonneuve und Les Martins. Die Gemeinde liegt zwischen Grospierres im Südosten und Les Assions im Nordosten 26 Kilometer südwestlich von Aubenas im weiten Schwemmtal des Chassezac am Südwestrand des Départements Ardèche.

## Geschichte
Auf dem Gemeindegebiet wurden Spuren menschlicher Besiedlung aus der Jungsteinzeit in mehreren Höhlen gefunden. In der Garigue verstreut stehen einige Dolmen. In gallo-römischer Zeit war die Ortschaft von Volcae Arecomices besiedelt, deren Hauptstadt Nîmes war. Schon damals fühlte sich die Bevölkerung von Chandolas der Region Uzès (damals Ucetia) zugehörig.
Eine erste Kirche in Maisonneuve wurde schon im 7. Jahrhundert erbaut, damals hieß der Ort noch Saint Laurent d’Avonas. Im 8. Jahrhundert gab es in Chandolas einen Kampf zwischen den Truppen Pippins des Jüngeren (715–768) und „sarazenischen“ Invasoren.
Vom 12. bis zum 14. Jahrhundert war der Seigneur des Ortes zugleich Befehlshaber der Kommende des Templerordens in Berrias-et-Casteljau (Commandeur de Jalès). Chandolas war ein Grenzort zwischen Vivarais und Uzège (Region Uzès). Saint Laurent d’Avonas wurde von Söldnern geplündert und zerstört und später als Maisonneuve (neues Haus) wiederaufgebaut.
Während der Hugenottenkriege (1562–1598) wurde die im 12. Jahrhundert erbaute Kirche von Chandolas von protestantischen Truppen zerstört. Konflikte entstanden auch durch die religiöse Zugehörigkeit der Gemeinde zur Diözese Viviers, obwohl der Ort geografisch gesehen nicht zum Vivarais gehörte. Daher wurde die Gemeinde im 18. Jahrhundert auch von einer Subdelegation aus Pont-Saint-Esprit geleitet.

### Bevölkerungsentwicklung
| Jahr                       | 1962 | 1968 | 1975 | 1982 | 1990 | 1999 | 2007 | 2016 |
| Einwohner                  | 407  | 411  | 394  | 383  | 366  | 342  | 438  | 502  |
| Quellen: Cassini und INSEE |      |      |      |      |      |      |      |      |

## Sehenswürdigkeiten
Die Gemeinde ist bekannt für ihren gut erhaltenen, mittelalterlichen Stadtkern aus verwinkelten Gassen. Die Dorfzentren von Chandolas und Maisonneuve entwickelten sich jeweils entlang der zwei Kirchen in der Ortsmitte: Saint-Martin und Saint-Laurent d’Avenas. Darüber hinaus existiert in Maisonneuve noch eine weitere Kirche im neugotischen Stil aus dem 19. Jahrhundert.
Der Fluss Chassezac mit seinem ausgedehnten Schwemmland ist für seine zahlreichen Schluchten bekannt. Der Monolith Ronc-Redon ist aufgrund seiner skurrilen Form ein beliebtes Ausflugsziel vieler Besucher.

## Wirtschaft
Das Bild der Gemeinde wird von Wäldern und Weiden geprägt. Wichtige Erwerbszweige der Chandolassiens sind Weinbau, Obstbau und die Rinderzucht.